# 呌三稆
呌三稆（越南语：／，？—？），越南阮朝官員。

## 生平
呌三稆是南定省直美社人，父親呌能靜爲同進士出身，弟呌四應亦中舉人。
1903年（成泰十五年），以廕生秀才身份在承天場考中癸卯科舉人。
後歷任壽春知府、富安按察使、承天府丞、廣平布政使等職。